# Rogério Oliveira da Costa
Rogério Oliveira da Costa (Foz do Iguaçu, 10 de maio de 1976 — Tetovo, 21 de dezembro de 2006) foi um futebolista brasileiro naturalizado macedônio.
No final de 2006, Rogério morreu por um ataque cardíaco fulminante, aos 30 anos de idade, em sua residência.

## Prêmios individuais
FK Pobeda
- Artilheiro do campeonato da Macedônia do Norte: 1998–99 (22 gols)